# Pavillion (Wyoming)
Pavillion város az USA Wyoming államában, Crook megyében. Lakosainak száma 230 fő (2020. április 1.).

## Népesség
A település népességének változása:

| 2010 | 231 |
| 2020 | 230 |